# Ferdinand z Trauttmansdorffu
Ferdinand kníže z Trauttmansdorffu (německy Ferdinand Fürst von und zu Trauttmansdorff-Weinsberg; 12. ledna 1749 Vídeň – 27. srpna 1827 Vídeň) byl rakouský státník a diplomat ze šlechtického rodu Trauttmansdorffů usazeného v Čechách. Byl vyslancem v několika zemích, krátce rakouským ministrem zahraničí a nakonec dlouholetým nejvyšším hofmistrem císařského dvora. Získal Řád zlatého rouna a pro svůj rod obdržel v roce 1805 knížecí titul. Po předcích zdědil v Čechách rozsáhlý majetek (Horšovský Týn, Jičín), který rozšiřoval dalšími nákupy a věnoval se stavebním úpravám několika rodových sídel.

## Kariéra
Narodil se ve Vídni jako pátý a nejmladší potomek hraběte Františka Norberta z Trauttmansdorffu (1705–1786) a jeho druhé manželky Marie Anny z Herbersteinu (1723–1815). Jako druhorozený syn byl předurčen k úřednické kariéře a studoval práva ve Vídni, poté absolvoval kavalírskou cestu po Francii, Nizozemí a německých zemích, v mládí byl též komořím arcivévodkyně Marie Antoinetty, pozdější francouzské královny, zároveň působil jako rada dolnorakouské zemské vlády. Po sňatku Marie Antoinetty a jejím odchodu do Francie prošel diplomatickou průpravou v úřadu říšského kancléře.
Jako vyslanec Českého království působil v letech 1780–1785 u říšského sněmu v Řezně, v roce 1780 byl zároveň jmenován císařským tajným radou. V letech 1785–1787 byl rakouským vyslancem v Mohuči a jako osvědčený diplomat byl v roce 1787 jmenován zplnomocněným ministrem a faktickým předsedou vlády v Rakouském Nizozemí (dnešní Belgie). V Bruselu se snažil prosadit reformy Josefa II., které se však setkaly s prudkým odporem, nakonec došlo k revoluci a vyhlášení belgické nezávislosti. Trauttmansdorff v prosinci 1789 uprchl do Lucemburska, v návaznosti na to ještě téhož roku obdržel nejvyšší vyznamenání, Řád zlatého rouna.
K účasti ve státních úřadech byl povolán znovu až v roce 1792 na počátku vlády Františka I., kdy se stal státním a konferenčním ministrem, po obnovení rakouské vlády v Belgii znovu působil v Bruselu (1793–1794). V letech 1800–1801 byl krátce pověřen řízením zahraničních záležitostí habsburské monarchie, ale ve složitých poměrech napoleonských válek se dostal do sporu s dalšími rakouskými státníky a nakonec na svou účast v nejvyšší politice rezignoval.
Nadále měl však trvalou důvěru Františka I., v lednu 1805 byl povýšen do říšského knížecího stavu, v dubnu téhož roku mu byl knížecí titul potvrzen pro České království a v letech 1807–1827 byl císařským nejvyšším hofmistrem. Z titulu této funkce hostil na svém zámku v Jičíně císaře Františka I., kde v létě 1813 probíhala důležitá diplomatická jednání v závěru napoleonských válek. Jako nejvyšší hofmistr pak organizoval průběh vídeňského kongresu v letech 1814–1815.

## Majetek

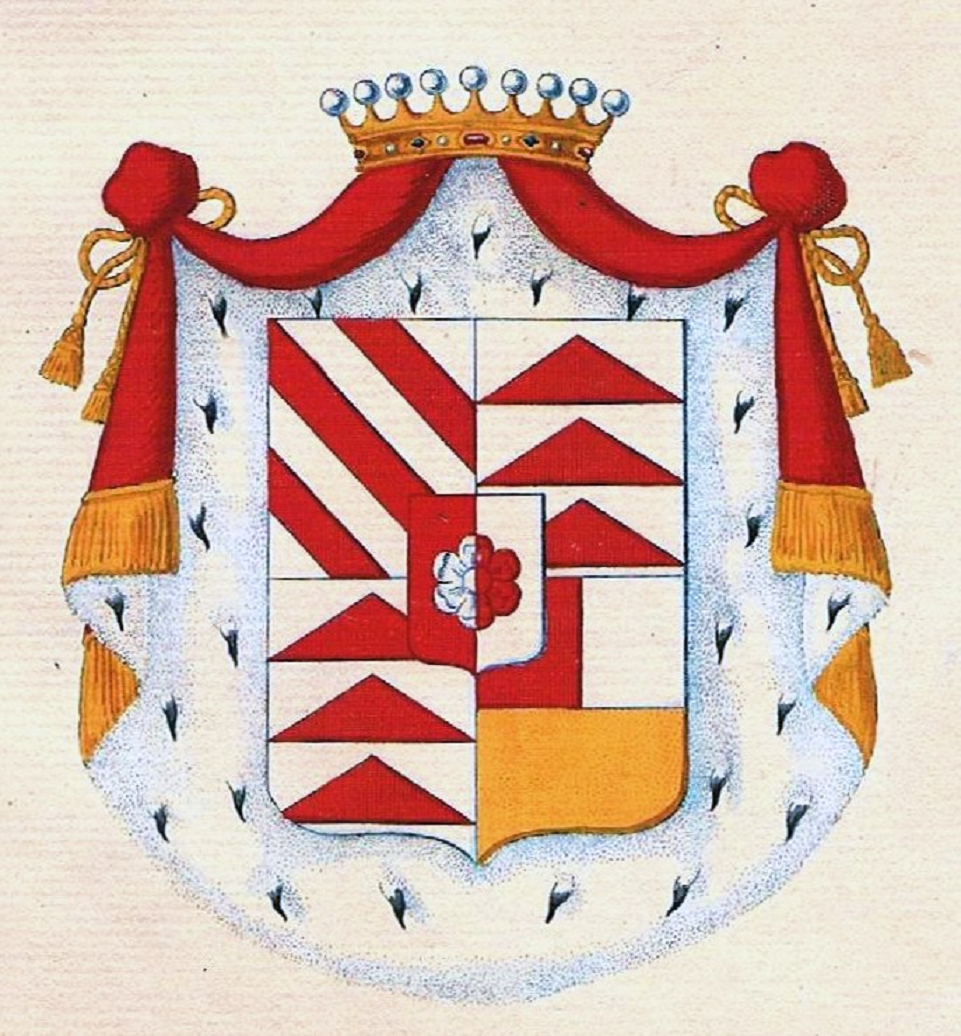
Erb rodu Trauttmansdorffů

Po předčasném úmrtí svého staršího bratra Josefa Václava (1739–1769) se stal univerzálním dědicem trauttmansdorffského majetku v Českém království, jednalo se především o rozsáhlá panství v západních a východních Čechách (Horšovský Týn, Jičín). Faktickým majitelem se stal po otcově smrti v roce 1786, dokončil například stavbu zámku v Brandýse nad Orlicí, toto panství ale v roce 1806 prodal. Poté se věnoval úpravám zámku a parku v Horšovském Týně, kde později při občasných pobytech sepsal své paměti. Kvůli diplomatickým jednáním v Jičíně nechal v roce 1813 upravit jičínský zámek a park Libosad. Rodový majetek rozšířil v roce 1823 zakoupením statků zrušeného valdického kláštera (Radim, Pecka).

## Rodina
Dne 18. května 1772 se ve Vídni oženil s hraběnkou Marií Karolínou z Colloreda (14. února 1752 Vídeň – 20. září 1832 Vídeň), dcerou říšského místokancléře knížete Rudolfa Colloreda, toto příbuzenské spojení také přispělo k Trauttmansdorffově kariéře v 70. a 80. letech 18. století.
Z manželství se narodilo deset dětí, z nichž pět zemřelo v dětství. Syn Jan Nepomuk (1780–1834) zastával dvorské úřady, mladší syn František Josef (1788–1870) následoval otce v diplomatické kariéře, v další generaci pak vynikl vnuk Ferdinand (1825–1896), taktéž diplomat a dlouholetý předseda rakouské Panské sněmovny.

### Děti
- 1. Marie Anna Gabriela (23. 9. 1774 – 27. 5. 1848), svobodná a bezdětná
- 2. Marie Gabriela (19. 2. 1776 Vídeň – 22. 11. 1853 Praha)
  - ⚭ (1799) hrabě František Antonín II. Desfours (5. 11. 1773 Praha – 29. 7. 1831 Hlubočepy), dědic zámku Hrubý Rohozec
- 3. František Norbert (23. 6. 1777 – 15. 3. 1779)
- 4. Marie Alžběta (16. 12. 1778 – cirka 1797)
- 5. Jan Nepomuk (18. 3. 1780 Vídeň – 24. 9. 1834 Vídeň), 2. kníže z Trauttmansdorff-Weinsbergu, c. k. tajný rada, komoří, nejvyšší císařský komorník nad stříbrem (1807–1812) a nejvyšší štolba císařského dvora (1812–1834)
  - ⚭ (1801) lankraběnka Alžběta z Fürstenberg-Weitry (12. 7. 1784 Vídeň – 19. 6. 1865 Vídeň)
- 6. Marie Renata (10. 9. 1781 – 12. 9. 1781)
- 7. František Jan Nepomuk (*/† 17. 3. 1783)
- 8. Terezie (*/† 27. 12. 1784)
- 9. František Josef (19. 2. 1788 Brusel – 22. 8. 1870 Obříství), c. k. tajný rada, komorník, rakousky vyslanec v Bádensku (1815–1818), Württembersku (1818–1820), Bavorsku (1820–1827) a Prusku (1827–1849)
  - ⚭ (1821) hraběnka Josefa Károlyiová (7. 11. 1803 Vídeň – 9. 5. 1863 Vídeň)
- 10. Jan Karel (8. 1. 1790 – 3. 11. 1808)